# Superbird B
O Superbird B foi um satélite de comunicação geoestacionário japonês construído pela empresa Space Systems/Loral (SS/L), ele era para ter sido operado pela Space Communications Corporation (SCC). O satélite foi baseado na plataforma LS-1300 e sua vida útil estimada era de 10 anos. O mesmo foi perdido no lançamento após o veículo lançador falhar.

## Lançamento
O satélite foi lançado ao espaço no dia 22 de fevereiro de 1990, por meio de um veículo Ariane-44L H10, laçando a partir do Centro Espacial de Kourou, na Guiana Francesa, juntamente com o satélite BS-2X. Ambos os satélites foram perdidos, devido uma falha do lançamento. Ele tinha uma massa de lançamento de 2.800 kg.

## Capacidade e cobertura
O Superbird B era equipado com 23 transponders em banda Ku, 3 em banda Ka e 2 em banda X para prestar serviços via satélite ao Japão.